# Мірзоєв Володимир Володимирович
Володимир Володимирович Мірзоєв (рос. Владимир Владимирович Мирзоев; нар. 21 жовтня 1957, Москва, Російська РФСР) — радянський і російський режисер театру і кіно, сценограф, сценарист. Лауреат Державної премії Росії (2001). Член Координаційної Ради російської опозиції.

## Життєпис
Навчався на дефектологічному факультеті Московського педагогічного державного університету. В 1976 вступив до Російського інституту театрального мистецтва ((рос.)ГИТИС) на режисерський факультет в майстерню Марка Местєчкіна, в 1981 закінчив інститут.
З листопада 1987 по травень 1989 року — художній керівник Театру-студії «Доміно» у творчих майстернях при Союзі театральних діячів РРФСР.
У грудні 1990 в Торонто (Канада) заснував театральну компанію Horisontal Eight («Горизонтальна Вісімка»).
Поставив спектаклі в Московському драматичному театрі ім. К. С. Станіславського, Державному академічному театрі ім. Євг. Вахтангова, в Московському театрі «Ленком», Російському драматичному театрі в Вільнюсі та ін.
Викладав і вів майстер-класи в Мічиганському університеті, Університеті Торонто, Йоркському університеті (Торонто).

## Громадянська позиція
- У березні 2010 року підписав звернення російської опозиції «Путін має піти».
- У березні 2014 року підписав листа «Ми з Вами!» КіноСоюзу на підтримку України[2].
- У вересні 2014 року підписав заяву з вимогою «припинити агресивну авантюру: вивести з території України російські війська і припинити пропагандистську, матеріальну і військову підтримку сепаратистам на Південному Сході України»[3].
- У червні 2018 року записав відеозвернення на підтримку українського режисера Олега Сенцова, засудженого і ув'язненого у Росії[4].

## Фільмографія
- «Любов» (1997, фільм-спектакль)
- «Вчителька перша моя, або Холостяцька вечірка по-російськи» (1997)
- «Палке і співчутливе споглядання» (2002)
- «Амфітріон» (2003, фільм-спектакль)
- «Дві жінки» (2004, фільм-спектакль)
- «Чотири Любові» (2004)
- «Знаки любові»/Signs of Love (2006, співавт. сценар.)
- «П'єса для чоловіка» (2009, фільм-спектакль)
- «Раніше» (2009, фільм-спектакль)
- «Людина, яка знала все» (2009, співавт. сценар., співпродюсер)
- «Башмачкін» (2010, фільм-спектакль)
- «Борис Годунов» (2011)
- «Контракт» (2012, фільм-спектакль)
- «Петрушка» (2014, фільм-спектакль)
- «Її звали Муму» (2015)
- Південний сценарій режисер (у пост-продакшині, співрежисер Захар Хунгурєєв)[5].

## Фестивалі та премії
- 2009 — КФ «Амурська осінь» в Благовєщенську: Приз за найкращу режисуру («Людина, яка знала все», 2009)[6]